# Sant Pere de les Botxes
Sant Pere de les Botxes és una obra d'Òdena (Anoia) protegida com a bé cultural d'interès local.

## Descripció
Es tracta d'una ermita en ruïnes ubicada prop de les Malloles, situades en descampat. Edifici d'una sola nau amb absis llis orientat a sol ixent. Mesura 9,30m. de llarg per 4,40 d'ample. Porta a la façana de migdia i finestra a l'absis. Hi manca la coberta, l'absis i el mur de migdia estan molt deteriorats. En la nostra visita hi hem apreciat un forat a terra, fet per gent incontrolada on s'hi aprecia el fonament del peu de l'altar. Murs de pedra seca amb carreus d'arenós més o menys escairats, en forma de paral·lelepípede. Posteriorment l'interior fou arrebossat.

## Història
Surt un camí en direcció E. Passada la torre de la Telefònica, un camí a mà dreta mena a una carena, al final de la qual hi ha l'ermita. L'antiga església parroquial estava situada al costat del castell, dins el primitiu recinte emmurallat. Va ser destruïda l'any 1936. L'any 1942 es va iniciar la nova església a la plaça Major, que no es va acabar fins al 1955.